# Метлин, Николай Фёдорович
Николай Фёдорович Метлин (28 июля 1804 — 15 ноября 1884) — русский морской и государственный деятель, адмирал (26.09.1858), участник покорения Кавказа и обороны Севастополя. Главный командир Черноморского флота (1855—1856), управляющий Морским министерством (1857—1860).

## Биография
Сын офицера лейб-гвардии Преображенского полка Фёдора Ивановича Метлина (1768—1828), мать — Матрёна Алексеевна Метлина (урождённая Караулова, 1776—1831).
В 1818 году определён в Морской корпус. Через год «за успехи» произведён в гардемарины, в 1821 году в числе первых окончил корпус. Начал службу под начальством адмиралов А. С. Грейга, П. И. Рикорда и М. П. Лазарева на шлюпе «Диана», фрегате «Елена» и шлюпе «Камчатка» на Балтийском флоте. В 1826—1827 годах плавал на линейном корабле «Царь Константин» в Тулон и обратно. С 1827 года служил в Гвардейском экипаже. В 1829 году переведён на Черноморский флот, где участвовал в русско-турецкой войне 1828—1829 годов. Отличился при взятии турецкой крепости Мидия 17 (29) августа 1829 года отрядом лёгких кораблей.
Участвовал в третьей Архипелагской экспедиции русского флота, командуя в 1830 году шхуной «Гонец».
С 1831 г. по 1833 г. командовал люгером «Широкий». Особо отличился во время гражданской войны в Греции 1831—1832 годов, когда совместно с бригом «Телемак» в Монастырской бухте острова Идра атаковал захваченный, восставшими мятежниками, против греческого президента Иоанна Каподистрии, под руководством адмирала Миуалиса, 60-пушечный корвет «Специя». Когда 27 июля (8 августа) 1831 года мятежный корвет и береговые батареи открыли огонь по русским судам, значительно уступавший в артиллерии, 12-пушечный «Широкий» открыл продольный огонь картечными залпами вдоль палубы «Специи», нанося при этом большой урон его команде и вынудив мятежников в панике покинуть судно. Во время боя экипаж люгера потерял 14 человек убитыми. За этот бой Метлин награждён орденом Святой Анны 3-й степени с бантом.
В 1833 году командир брига «Телемак» Н. Ф. Метлин в составе эскадры контр-адмирала М. П. Лазарева участвует в Босфорской экспедиции — оказании вооруженной помощи турецкому правительству в борьбе с восставшим наместником в Египте.
В 1836—1838 годах командовал бригом «Фемистокл», на котором плавал в Средиземное и Мраморное моря, а также участвовал в боевых действиях против горцев у Кавказского побережья. В 1838 году в чине капитан-лейтенанта командовал 2-м полубатальоном во время десантов отряда Е. В. Путятина 12 мая в Туапсе и 10 июля у Шапсухо. 12 сентября того же года самостоятельно командовал морским батальоном при десанте в Цемесской бухте. 3 мая 1839 года уже в чине капитана 2-го ранга при десанте в устье Субаши командовал полубатальоном, а после ранения Е. В. Путятина принял командование всем морским батальоном. Также командовал батальоном моряков при десантах 7 июля 1839 года в устье Псезуапсе и 10 мая 1840 года в Туапсе.
В 1841—1849 годах командовал 84-пушечным кораблём «Гавриил». 6 декабря 1849 года произведён в контр-адмиралы. С 1850 года командовал отрядом кораблей на Чёрном море.
Принадлежал к блестящей плеяде командиров лазаревской школы. Хороший администратор и организатор, он был особенно известен на Черноморском флоте своими судовыми расписаниями. Своей неподкупной честности обязан назначением в 1851 году обер-интендантом Черноморского флота и портов, в каковой должности он был задержан почти насильно во время Севастопольской кампании. Главнокомандующий, видя постоянное стремление Метлина в Севастополь, назначил его, с сохранением прежних обязанностей, ещё и начальником штаба Черноморского флота и портов (1854).

…Контр-адмиралу Метлину, столь отличному по уму, способностям и деятельности, мы главнейше обязаны и снабжением Севастополя и приведением Николаева в оборонительное состояние; он, так сказать, создал средства обороны столь важного для России Николаевского морского заведения…— Из рапорта генерал-адъютанта князя М. Д. Горчакова великому князю Константину Николаевичу
Его энергии Черноморский флот обязан отличным состоянием материальной части, тем, что продовольствия, запасов и материалов хватило на 11-месячную осаду. 13 апреля 1855 года Метлин произведён в вице-адмиралы и 26 сентября того же года назначен «заведующим морской частью в Николаеве и Николаевским военным губернатором, с подчинением ему Дунайской флотилии и непосредственным управлением интендантскою частью с правами главного командира Черноморского флота». Одновременно «за полезные и неутомимые труды по должности начальника штаба и обер-интенданта Черноморского флота» награждён орденом Святой Анны 1-й степени. 11 октября 1855 года Метлину «за отличную распорядительность, оказанную при постройке и наводке моста через реку Южный Буг между селениями Варваровкой и Спасским Садом, на пространстве 440 саженей, изъявлено особое Монаршее благоволение».
С 26 августа 1856 года — член Адмиралтейств-совета.
1 февраля 1857 года назначен временным управляющим Морским министерством. 27 июля того же года утверждён в должности управляющего Морским министерством. 26 сентября 1858 года произведён в адмиралы.
19 сентября 1860 года, «по расстроенному здоровью», был уволен от управления Морским министерством. Ещё 8 января того же года был назначен членом Государственного совета, в состав которого входил до самой смерти. Присутствовал в Департаменте государственной экономии Государственного совета, а со 2 апреля 1863 года председательствовал в Комитете для пересмотра всех действующих постановлений о казённых заготовлениях, подрядах, поставках и хозяйственных операциях вообще.
Жена, с 1861 года — дочь К. А. Бендерского, Александра Константиновна (1836—после 1904).
Похоронен на Новодевичьем кладбище Санкт-Петербург.

## Награды
- Орден Святой Анны 3-й степени с бантом (06.12.1831)[10]
- Орден Святого Владимира 4-й степени (24.10.1833)
- Орден Святого Станислава 2-й степени (24.06.1838)
- Орден Святой Анны 2-й степени (09.08.1838)
- Императорская корона к ордену Святой Анны 2-й степени (25.05.1839)
- Орден Святого Георгия 4-й степени за 18 морских кампаний (03.12.1839)
- Орден Святого Владимира 3-й степени (19.03.1852)
- Орден Святого Станислава 1-й степени (02.10.1852)
- Орден Святой Анны 1-й степени за отличие при обороне Севастополя (26.09.1855)
- Орден Святого Владимира 2-й степени (01.01.1858)
- Орден Белого орла (08.09.1859)
- Орден Святого Александра Невского (01.01.1865)
- Бриллиантовые знаки к ордену Святого Александра Невского (01.01.1870)
- Орден Святого Владимира 1-й степени (01.01.1874)
- Орден Святого апостола Андрея Первозванного (15.05.1883)
- Знак отличия беспорочной службы за XXV лет (22.08.1849)
- Знак отличия беспорочной службы за XXX лет (22.08.1853)
- Знак отличия беспорочной службы за XXXV лет (22.08.1858)
- Знак отличия беспорочной службы за L лет (22.08.1873)
- Медаль «За турецкую войну» (1830)
- Медаль «За защиту Севастополя» (1856)

Иностранные:
- Золотая медаль Османской империи (1833)